# Bernard Lambert
Pour les articles homonymes, voir Lambert.
Bernard Lambert, né le 11 septembre 1931 à Teillé (Loire-Atlantique) et mort le 25 juin 1984 à Bécon-les-Granits (Maine-et-Loire) dans un accident automobile, est un agriculteur, un homme politique français, un syndicaliste agricole à l'origine de la Confédération paysanne et une grande figure des luttes paysannes dans l'Ouest de la France au cours des années 1970 après avoir été un des animateurs de Mai 68 à Nantes.

## Biographie

### Jeunesse
Ses parents sont métayers. Il arrête ses études à quatorze ans. Cloué au lit pendant deux ans par la tuberculose, il lit tout ce qui lui tombe sous la main. Il entre à la Jeunesse agricole catholique (JAC) vers 1948 et en devient rapidement responsable départemental. En 1951, il reprend la ferme familiale, en association avec son frère. 

### Années 1950 et 1960
De 1952 à 1954, il fait 18 mois de service militaire en Algérie. En 1954, il devient responsable national de la JAC. En 1955, il suit les cours du Centre d'Enseignement Rural par Correspondance d'Angers. Il est rappelé en Algérie de juin à septembre 1956. En 1956, les principaux animateurs nationaux de la JAC décident d'entrer au Cercle national des jeunes agriculteurs (CNJA) et s'empare très rapidement de sa direction, avec notamment Michel Debatisse. Dans les années 1957-1958, grâce à ses contacts personnels, il joue un rôle déterminant pour un rapprochement des syndicats ouvriers et paysans en Loire-Atlantique.
De 1958 à 1962, il est député sous l'étiquette MRP de la circonscription de Châteaubriant. Le 9 juin 1959, il appelle dans un discours à la tribune de l'Assemblée à l’autodétermination des habitants d’Algérie. « Les conséquences morales de la guerre sont beaucoup plus graves que ses conséquences financières. Elles accumulent les haines », lance-t-il, suscitant quelques applaudissements et un gros tollé. Trois députés, dont Jean-Marie Le Pen, grimpent à la tribune, l’empêchant de poursuivre son discours. Il est aussi très actif dans les mobilisations paysannes, sur des terres qui, pour la très grande majorité, appartiennent encore à une petite poignée « de châtelains ». Il dénonce « ce capitalisme qui transforme la paysannerie en sous-prolétariat ». Devenu député, ce fils de métayers n’oublie pas d’où il vient. Enfant, il a vu son père « se décoiffer devant le châtelain », ôter sa casquette, incliner la tête en signe de révérence à son propriétaire. 
Il est battu aux élections législatives de 1962 par une large coalition de droite. Il réintègre la FDSEA en 1963, entre à son bureau en 1964 et en devient secrétaire général en 1965. En 1966, il adhère au PSU où il milite jusqu'en 1972. Il préside la commission agricole du PSU et agglomère autour de lui un nombre important d’« experts » agricoles, notamment des jeunes chercheurs de l’Institut national de la recherche agronomique (Inra), qui participent à la formation d’une nouvelle gauche paysanne. Ce courant conteste les orientations du syndicalisme agricole majoritaire, en tentant de développer une alternative à celui-ci. Voulant sortir la paysannerie de son corporatisme, Bernard Lambert entendait favoriser le rapprochement avec les salariés et les étudiants. 
En mai 1968, il prend part à la « commune de Nantes », éphémère pouvoir insurrectionnel, puis entra dans des associations comme le Secours rouge et les Comités pour le Portugal. 
Sur le plan professionnel, il devient président de la SICA SAVA de Challans, une coopérative d'aviculteurs. Il se lance dans la production des poulets de chair.

### Années 1970 et 1980
Son itinéraire politique incarne l'évolution d'une fraction de la paysannerie bretonne du catholicisme social vers le socialisme. Orateur, homme de contact, idéaliste et batailleur, il est alors une figure du syndicalisme paysan français. 
Il est le fondateur du mouvement des « Paysans travailleurs », à travers son livre publié en 1970 Les Paysans dans la lutte des classes. 
Il quitte le Parti socialiste unifié en 1972 avec le courant de la gauche ouvrière et paysanne. 
Le mouvement des Paysans travailleurs s'incarne dans les luttes autour du Larzac à partir de 1973 ; Bernard Lambert est à l'origine de la marche sur le Larzac, au cours de laquelle il proclame :  « Jamais plus les paysans ne seront des Versaillais. C’est pourquoi nous sommes ici pour fêter le mariage des Lip et du Larzac. »
En 1981, il fonde la Confédération nationale des syndicats de travailleurs paysans, l'origine de la Confédération paysanne.
Il est aussi à l'origine de l'affaire du « veau aux hormones », en 1980, et, plus généralement, de la remise en cause du productivisme agricole.

### Éléments personnels
Il s'est marié en 1959 et a eu quatre enfants : Béatrice (1960), Agnès (1961), Christophe (1963), Vincent (1966).

## Œuvres
- Les paysans dans la lutte des classes  (préf. Michel Rocard), Seuil, 1970
- Les paysans dans la lutte des classes  (préf. José Bové), Centre d'histoire du travail, 2003 (présentation en ligne)
- « Paroles de Bernard Lambert : un paysan révolutionnaire », EHESS,‎ 4 mai 1981, Séminaire « Luttes dans et pour l'espace rural » de Françoise Bourquelot et Nicole Mathieu à l'Ecole des Hautes Etudes en Sciences Sociales (lire en ligne)

### Filmographie
- Paysan et rebelle, un portrait de Bernard Lambert, de Christian Rouaud, France, 2003, 1h24.